# Västsjön, Jämtland
Västsjön är en sjö i Krokoms kommun i Jämtland och ingår i Indalsälvens huvudavrinningsområde. Sjön har en area på 0,807 kvadratkilometer och ligger 373,8 meter över havet. 
Västsjöns största tillflöde är Rörtjärnbäcken. Sjön avvattnas av Västsjöån som rinner in i Mellsjön.
Västsjön är också namnet på den vid sjön belägna byn, mellan Rönnöfors och Olden. Byn började bebyggas omkring år 1850 från Tångeråsen.

## Delavrinningsområde
Västsjön ingår i delavrinningsområde (706215-139175) som SMHI kallar för Utloppet av Västsjön. Medelhöjden är 422 meter över havet och ytan är 8,34 kvadratkilometer. Det finns ett avrinningsområde uppströms, och räknas det in blir den ackumulerade arean 38,36 kvadratkilometer. Ångsjöån som avvattnar avrinningsområdet har biflödesordning 3, vilket innebär att vattnet flödar genom totalt 3 vattendrag innan det når havet efter 277 kilometer. Avrinningsområdet består mestadels av skog (70 procent) och sankmarker (10 procent). Avrinningsområdet har 0,81 kvadratkilometer vattenytor vilket ger det en sjöprocent på 9,7 procent.